# Liste des circonscriptions législatives du Loiret

Localisation du département du Loiret (en rouge) sur une carte de France

La liste des circonscriptions législatives du Loiret présente le découpage en circonscriptions législatives du département français du Loiret (région Centre-Val de Loire)
Le Loiret est, sous la Cinquième République, constitué de quatre circonscriptions législatives de 1958 à 1986, de cinq circonscriptions après le redécoupage électoral de 1986 puis de six circonscriptions depuis le redécoupage de 2010, entré en application à compter des élections législatives de 2012.

## Histoire du découpage
Les découpages ont beaucoup varié depuis le XIXe siècle.
Sous le Premier Empire, durant la période des Cent-Jours se tiennent les élections législatives de mai 1815 dans quatre circonscriptions : Gien, Montargis, Orléans et Pithiviers. Les élections législatives d'août 1815 se tenant durant la Seconde Restauration adoptent les mêmes circonscriptions.
Élections législatives françaises de 1816 : ?
Sous la Seconde Restauration, pour les élections législatives de 1820, 1824, 1827 et 1830, le département perd une circonscription ; le Loiret est redécoupé en trois circonscriptions appelées 1, 2 et 3.
Sous la Monarchie de Juillet, pour les élections législatives de  1831, 1834, 1837, 1839, 1842, 1846, 1848, le Loiret voit son nombre de circonscriptions passer au nombre de 5 : 1, 2, 3, 4 et 5.
Sous la Seconde République ? (1848-1852)
Sous le Second Empire, les circonscriptions sont modifiées une fois dans le département du Loiret. Pour les élections législatives de 1852 et de 1857, le département est découpé en deux circonscriptions, 1 et 2 ; pour de les élections législatives de 1863 et de 1869, le département est découpé en trois circonscriptions, 1, 2 et 3.
Pour les élections législatives se tenant sous la Troisième République (1870-1940), le département est redécoupé en cinq circonscriptions : Gien, Montargis, Orléans-1, Orléans-2 et Pithiviers.
Aucune élection législative ne se tient pendant la Seconde Guerre mondiale.
Par ordonnance du 13 octobre 1958 relative à l'élection des députés à l'Assemblée nationale, le département du Loiret est d'abord constitué de quatre circonscriptions électorales.
Lors des élections législatives de 1986 qui se sont déroulées selon un mode de scrutin proportionnel à un seul tour par listes départementales, le nombre de sièges du Loiret a été porté de quatre à cinq.
Le retour à un mode de scrutin uninominal majoritaire à deux tours en vue des élections législatives suivantes, a maintenu ce nombre de cinq sièges,, selon un nouveau découpage électoral.
Le redécoupage des circonscriptions législatives réalisé en 2010 et entrant en application à compter des élections législatives de juin 2012, a modifié le nombre et la répartition des circonscriptions du Loiret, porté à six du fait de la croissance démographique du département.

## Composition des circonscriptions

### Composition des circonscriptions de 1958 à 1986
À compter de 1958, le département du Loiret comprend quatre circonscriptions regroupant les cantons suivants :
- 1re circonscription : La Ferté-Saint-Aubin, Jargeau, Orléans-Est, Orléans-Nord-Est,  Orléans-Sud, Sully-sur-Loire.
- 2e circonscription : Artenay, Beaugency, Cléry-Saint-André, Meung-sur-Loire, Orléans-Nord-Ouest, Orléans-Ouest, Patay.
- 3e circonscription : Beaune-la-Rolande, Bellegarde, Châteauneuf-sur-Loire, Ferrières, Lorris, Malesherbes, Neuville-aux-Bois, Outarville, Ouzouer-sur-Loire, Pithiviers, Puiseaux.
- 4e circonscription : Briare, Châteaurenard, Châtillon-Coligny, Châtillon-sur-Loire, Courtenay, Gien, Montargis.

### Composition des circonscriptions de 1988 à 2012
À compter du découpage de 1986, le département du Loiret comprend cinq circonscriptions regroupant les cantons suivants :
- 1re circonscription : Beaugency, Cléry-Saint-André, La Ferté-Saint-Aubin, Olivet, Orléans-Saint-Marceau, Orléans-La Source, Saint-Jean-le-Blanc.
- 2e circonscription : Artenay, Ingré, Meung-sur-Loire, Orléans-Bannier, Orléans-Carmes, Patay, Saint-Jean-de-la-Ruelle.
- 3e circonscription : Châteauneuf-sur-Loire, Chécy, Jargeau, Orléans-Bourgogne, Orléans-Saint-Marc-Argonne, Ouzouer-sur-Loire, Saint-Jean-de-Braye, Sully-sur-Loire.
- 4e circonscription : Amilly, Briare, Châlette-sur-Loing, Châteaurenard, Châtillon-Coligny, Châtillon-sur-Loire, Courtenay, Gien, Montargis.
- 5e circonscription : Beaune-la-Rolande, Bellegarde, Ferrières, Fleury-les-Aubrais, Lorris, Malesherbes, Neuville-aux-Bois, Outarville, Pithiviers, Puiseaux.

### Composition des circonscriptions à compter de 2012
Depuis le nouveau découpage électoral, le département comprend six circonscriptions regroupant les cantons suivants :
- 1re circonscription : Beaugency, Cléry-Saint-André, Olivet, Orléans-Saint-Marceau, Orléans-La Source, Saint-Jean-le-Blanc
- 2e circonscription : Artenay, Ingré, Meung-sur-Loire, Orléans-Bannier, Orléans-Carmes, Patay, Saint-Jean-de-la-Ruelle.
- 3e circonscription : Briare, Châtillon-sur-Loire, La Ferté-Saint-Aubin, Gien, Jargeau, Ouzouer-sur-Loire, Sully-sur-Loire
- 4e circonscription : Amilly, Châlette-sur-Loing, Château-Renard, Châtillon-Coligny, Courtenay, Ferrières, Montargis
- 5e circonscription : Beaune-la-Rolande, Bellegarde, Fleury-les-Aubrais, Malesherbes, Neuville-aux-Bois, Outarville, Pithiviers, Puiseaux
- 6e circonscription : Châteauneuf-sur-Loire, Chécy, Lorris, Orléans-Bourgogne, Orléans-Saint-Marc-Argonne, Saint-Jean-de-Braye

À la suite du redécoupage des cantons de 2014, les circonscriptions législatives ne sont plus composées de cantons entiers mais continuent à être définies selon les limites cantonales en vigueur en 2010. Les circonscriptions sont ainsi composées des cantons actuels suivants :
- 1re circonscription : cantons de Beaugency (sauf commune de Baccon), La Ferté-Saint-Aubin (partie d'Orléans et commune de Saint-Cyr-en-Val), Olivet et Orléans-2, communes de Saint-Denis-en-Val et Saint-Jean-le-Blanc
- 2e circonscription : cantons de Meung-sur-Loire, Orléans-1 (sauf partie du quartier République), Orléans-3, Orléans-4 (partie du quartier Gare) et Saint-Jean-de-la-Ruelle, commune de Baccon
- 3e circonscription : cantons de La Ferté-Saint-Aubin (sauf partie d'Orléans et commune de Saint-Cyr-en-Val), Gien, Saint-Jean-le-Blanc (sauf communes de Saint-Denis-en-Val et Saint-Jean-le-Blanc) et Sully-sur-Loire (sauf commune de Germigny-des-Prés), communes de Darvoy et Jargeau
- 4e circonscription : cantons de Châlette-sur-Loing, Courtenay, Lorris (12 communes) et Montargis
- 5e circonscription : cantons de Fleury-les-Aubrais (sauf commune de Marigny-les-Usages), Lorris (12 communes), du Malesherbois et Pithiviers, communes d'Ingrannes et Sully-la-Chapelle
- 6e circonscription : cantons de Châteauneuf-sur-Loire (sauf communes de Darvoy, Ingrannes, Jargeau et Sully-la-Chapelle), Lorris (14 communes), Orléans-1 (sauf partie du quartier République), Orléans-4 (sauf partie du quartier Gare) et Saint-Jean-de-Braye, communes de Germigny-des-Prés et Marigny-les-Usages